# Campeonato nacional de Estados Unidos 1894
Lista de los campeones del Campeonato nacional de Estados Unidos de 1894:

## Senior

### Individuales masculinos
Robert Wrenn vence a  Manliff Goodbody, 6–8, 6–1, 6–4, 6–4

### Individuales femeninos
Helen Hellwig vence a  Aline Terry, 7–5, 3–6, 6–0, 3–6, 6–3

### Dobles masculinos
Clarence Hobart /  Fred Hovey vencen a  Carr Neel /  Sam Neel,  6–3, 8–6, 6–1

### Dobles femeninos
Helen Hellwig /  Juliette Atkinson vencen a  Annabella Wistar /  Amy Williams, 6–4, 8–6, 6–2

### Dobles mixto
Juliette Atkinson /  Edwin P. Fischer vencen a  Mrs. McFadden /  Gustav Remak, 6–3, 6–2, 6–1
| Predecesor: 1893                         | Campeonato nacional de Estados Unidos 1894 | Sucesor: 1895                         |
| Predecesor: Campeonato de Wimbledon 1894 | Grand Slam 1894                            | Sucesor: Campeonato de Wimbledon 1895 |

- Datos: Q2620202